# Ђорђе Цакић
Ђорђе Цакић (Власотинце, 20. август 1948) српски је глумац и хумориста, познат под надимком Џомба. Надимак је добио по улози коју је играо у серији Породично благо.

## Филмографија
| Год.       | Назив                             | Улога  |
| ---------- | --------------------------------- | ------ |
| 1996.      | Срећни људи                       | Прцко  |
| 1996.      | Срећни људи: Новогодишњи специјал | Прцко  |
| 1998—2002. | Породично благо                   | Џомба  |
| 2000.      | Тајна породичног блага            | Џомба  |
| 2000.      | А сад адио                        | Џомба  |
| 2003.      | Ивкова слава (филм из 2003)       | Смук   |
| 2004.      | Te quiero, Радиша                          | Клапер |